# Leland Smith
Leland Smith (* 6. August 1925 in Oakland; † 17. Dezember 2013 in Palo Alto) war ein US-amerikanischer Komponist, Fagottist und Musikpädagoge.

## Leben
Smith begann elfjährig, Klavier und Holzblasinstrumente, daneben auch Blechblas- und Streichinstrumente spielen zu lernen. Ab 1941 nahm er bei Darius Milhaud, der als Emigrant am Mills College unterrichtete, privaten Unterricht in Kontrapunkt, Komposition  und Instrumentation. Von 1943 bis 1946 diente er in der US Navy und spielte verschiedene Instrumente in der 13th Naval District Admiral’s Band in Bremerton, Washington. Nach seiner Entlassung aus der Navy erlangte er als Student von Roger Sessions in der University of California, Berkeley den Bachelor- und Mastergrad im Fach Komposition. 1948–1949 studierte er bei Olivier Messiaen am Pariser Konservatorium.
1950 kehrte Smith nach New York zurück. Dort trat er bei Konzerten der National Orchestral Association und der International Society for Contemporary Music auf und arbeitete für die Mercury Music Publishing Company. Ende 1950 wurde er zudem Fagottist des San Francisco Opera Orchestra und spielte bis Mitte der 1960er Jahre im San Francisco Symphony Orchestra, dem Chicago Symphony Orchestra sowie den Orchestern des New York City Ballet und der Chicago Lyric Opera.
1951–52 arbeitete Smith als Milhauds Assistent am Mills College. Danach unterrichtete er an der University of Chicago. 1958 ging er an die Stanford University, wo er bis zu seiner Emeritierung 1992 Komposition, Musikwissenschaft und Computermusik unterrichtete. In den 1960er Jahren begann er mit computergenerierten Klängen zu arbeiten, und er gehörte zum Kreis der Gründer des Stanford Center for Computer Research and Musical Acoustics (CCRMA) um John Chowning und Loren Rush. 1966 entwarf er das Programm SCORE für die Eingabe von Musik in Computer, das er zu einem Programm zum Druck von Partituren entwickelte. 1970 erschienen die ersten mit SCORE erstellten Notendruck, und das 1979 erschienene Handbook of Harmonic Analysis war das erste Buch, dessen Notendrucke mit SCORE erstellt wurden.
Zwischen 1940 und 1970 war Smith auch als Komponist aktiv. Es entstanden in dieser Zeit u. a. eine Oper (nach einem Libretto von E. E. Cummings), Orchesterwerke, Chor- und Vokalmusik sowie zahlreiche kammermusikalische und Solostücke. Seine Werke wurden u. a. vom San Francisco Symphony Orchestra, dem Orchestra of America und dem Singapore Symphony Orchestra und in Athen, Belgrad, Paris, London, Chicago und Taipeh aufgeführt. Zu seinen Schülern zählen u. a. die Komponisten William Bolcom und David Lang.